# Bréviandes
Bréviandes – miejscowość i gmina we Francji, w regionie Grand Est, w departamencie Aube. Przez miejscowość przepływa Sekwana. 
Według danych na rok 1990 gminę zamieszkiwało 1687 osób, a gęstość zaludnienia wynosiła 275 osób/km².